# Kortenhoef
Kortenhoef est un village de la province néerlandaise de Hollande-Septentrionale. Elle fait partie de la commune de Wijdemeren.
La population du village de Kortenhoef est de 2 174 habitants au comptage de 2005. Le district statistique comprenant le village et les environs compte 6 250 habitants.